# Mohammad Ali Jafari
Mohammad Ali Jafari (en persan : محمدعلی جعفری) connu aussi sous le nom Aziz Jafari né le 11 novembre 1957 à Yazd est un militaire iranien, commandant du Corps des gardiens de la Révolution entre 2007 et 2019.

## Biographie
En 1982, il s’est engagé dans la milice Bassidj et a gravi les échelons dans la guerre contre l'Irak. Vers la fin du conflit, Jafari s’est retrouvé adjoint du commandement des forces terrestres et de toutes les forces engagées. Ensuite, il a été nommé commandant des forces terrestres des Pasdaran de 1991 à 2004. En août 2005, Jafari a été chargé de former le Centre stratégique du corps des gardiens de la révolution.
Jafari est nommé commandant des Gardiens de la Révolution en septembre 2007 sur décret du guide Ali Khamenei, succédant à Yahya Rahim Safavi.
En 2017, il déclare que « toute nouvelle guerre au Moyen-Orient s’achèvera avec « l’éradication » d’Israël ».
En avril 2019, Ali Khamenei remplace Jafari à la tête des Gardiens de la Révolution par le général Hossein Salami, commandant adjoint des Gardiens. Jafari est alors nommé président du quartier-général des divisions sociale et culturelle de la Hazrat-e Baqiatollah al-Azam.